# Bocenago
Bocenago és un municipi italià, dins de la província de Trento. L'any 2007 tenia 398 habitants. Limita amb els municipis de Bleggio Inferiore, Caderzone, Massimeno, Montagne, Spiazzo, Stenico i Strembo.

## Administració
| Període | Identitat     | Partit        |
| ------- | ------------- | ------------- |
| 2005-   | Mauro Alberti | Llista cívica |